# Сигневич Микола Євгенович
Микола Сигневич (біл. Мікалай Яўгенавіч Сігневіч, нар. 20 лютого 1992, Берестя, Білорусь) — білоруський футболіст, нападник клубу «Атирау». 
Виступав, зокрема, за клуби «Динамо» (Брест) та БАТЕ, а також національну збірну Білорусі. Чемпіон Білорусі. Володар Кубка Білорусі.

## Клубна кар'єра
Вихованець СДЮШОР-5 (Берестя). Перший тренер — Едуард Владиславович Сугак.
Професійну кар'єру розпочав у бресейському «Динамо» в 2009 році, виступав за дубль (всього в 2009—2013 роках за дубль провів 63 матчі, забив 15 м'ячів). У сезоні 2011 року дебютував у чемпіонаті Білорусі. Починаючи з сезону 2013 року — гравець основного складу: головний снайпер клубу і один з найкращих бомбардирів чемпіонату.
8 серпня 2013 року, між БАТЕ і «Динамо» був підписаний трансферний договір (до 31 грудня 2016 року) про викуп борисівським клубом трансферних прав на Миколу Сигневича, на прохання брестського клубу форвард виступав за «Динамо» до завершення сезону. Також футболістом цікавився ізраїльський клуб «Хапоель» з Хайфи. Після закінчення терміну оренди в грудня 2013 року приєднався до БАТЕ. Сезон 2014 року розпочав у складі борисівського клубу, зазвичай виходячи на заміну, але пізніше став частіше з'являтися в основному складі. В результаті, наприкінці сезону став конкурувати в стартовому складі з Віталієм Родіоновим. У першому ж сезоні за борисовчан забив 9 м'ячів у чемпіонаті.
На початку 2015 року не виступав через травму, пропустив в тому числі Суперкубок Білорусі 2015 року, в якому БАТЕ по пенальті виграв у солігорського «Шахтаря». У березні 2015 року продовжив контракт з БАТЕ. Наприкінці квітня відновився від травми, але довгий час тільки з'являвся на заміну. З вересня, після травми Віталія Родіонова, закріпився в стартовому складі, але в жовтні сам отримав травму і вибув до завершення сезону.
У першій половині 2016 року не грав через травму, з червня став з'являтися на полі, але закріпитися в основі не зміг, програючи конкуренцію Родіонову. У грудні 2016 року був відданий в піврічну оренду грецькому «Платаніасу». У травні 2017 року, після завершення чемпіонату Греції, повернувся з оренди в БАТЕ.

## Виступи за збірні
2011 року дебютував у складі юнацької збірної Білорусі, взяв участь у 3 матчах на юнацькому рівні.
У 2012—2013 року виступав за молодіжну збірну Білорусі, провівши 12 матчів і забивши в них 1 м'яч.
15 листопада 2014 року Миколу провів перший матч за національну збірну Білорусі, вийшовши на заміну на 67-ій хвилині замість Сергія Корніленка проти збірної Іспанії. Уже в другому матчі за збірну, в товариській грі проти збірної Мексики (3:2), Сигневич забив перший гол в національній команді, зрівнявши рахунок на 55-ій хвилині.

## Статистика виступів

### Клубна
Станом на 1 вересня 2015 року.
| Клуб              | Сезон             | Ліга              | Ліга  | Ліга | Кубки | Кубки | Єврокубки | Єврокубки | Загалом | Загалом |
| Клуб              | Сезон             | Турнір            | Матчі | Голи | Матчі | Голи  | Матчі     | Голи      | Матчі   | Голи    |
| ----------------- | ----------------- | ----------------- | ----- | ---- | ----- | ----- | --------- | --------- | ------- | ------- |
| Динамо (Брест)    | 2009              | Вища ліга         | 0     | 0    | 0     | 0     | 0         | 0         | 0       | 0       |
| Динамо (Брест)    | 2010              | Вища ліга         | 0     | 0    | 0     | 0     | 0         | 0         | 0       | 0       |
| Динамо (Брест)    | 2011              | Вища ліга         | 9     | 1    | 0     | 0     | 0         | 0         | 9       | 1       |
| Динамо (Брест)    | 2012              | Вища ліга         | 8     | 0    | 2     | 1     | 0         | 0         | 10      | 1       |
| Динамо (Брест)    | 2013              | Вища ліга         | 28    | 10   | 2     | 2     | 0         | 0         | 30      | 12      |
| БАТЕ              | 2014              | Вища ліга         | 29    | 9    | 2     | 1     | 12        | 0         | 43      | 10      |
| БАТЕ              | 2015              | Вища ліга         | 14    | 3    | 3     | 2     | 5         | 0         | 22      | 5       |
| Усього за кар'єру | Усього за кар'єру | Усього за кар'єру | 88    | 23   | 9     | 6     | 17        | 0         | 114     | 29      |

### У збірній
Станом на 25 березня 2025 року.
| Матчі і голи Сигневича за збірну Білорусі | Матчі і голи Сигневича за збірну Білорусі | Матчі і голи Сигневича за збірну Білорусі | Матчі і голи Сигневича за збірну Білорусі | Матчі і голи Сигневича за збірну Білорусі | Матчі і голи Сигневича за збірну Білорусі | Матчі і голи Сигневича за збірну Білорусі |
| ----------------------------------------- | ----------------------------------------- | ----------------------------------------- | ----------------------------------------- | ----------------------------------------- | ----------------------------------------- | ----------------------------------------- |
| №                                         | Дата                                      | Місце проведеня                           | Суперник                                  | Рахунок                                   | Голи                                      | Змагання                                  |
| 1                                         | 15 листопада 2014                         | Уельва                                    | Іспанія                                   | 0:3                                       | —                                         | кв. ЄВРО 2016                             |
| 2                                         | 18 листопада 2014                         | Борисов                                   | Мексика                                   | 3:2                                       | 1                                         | Товариський матч                          |
| 3                                         | 5 вересня 2015                            | Львів                                     | Україна                                   | 1:3                                       | —                                         | кв. ЄВРО 2016                             |
| 4                                         | 8 вересня 2015                            | Борисов                                   | Люксембург                                | 2:0                                       | —                                         | кв. ЄВРО 2016                             |
| 5                                         | 9 октября 2015                            | Жиліна                                    | Словаччина                                | 1:0                                       | —                                         | кв. ЄВРО 2016                             |
| 6                                         | 12 жовтня 2015                            | Борисов                                   | Північна Македонія                        | 0:0                                       | —                                         | кв. ЄВРО 2016                             |
| 7                                         | 31 серпня 2016                            | Осло                                      | Норвегія                                  | 1:0                                       | —                                         | Товариський матч                          |
| 8                                         | 6 вересня 2016                            | Борисов                                   | Франція                                   | 0:0                                       | —                                         | кв. ЧС 2018                               |
| 9                                         | 10 октября 2016                           | Борисов                                   | Люксембург                                | 1:1                                       | —                                         | кв. ЧС 2018                               |

Загалом: 9 матчів / 1 гол; 4 перемоги, 3 нічиї, 2 поразки.

## Титули і досягнення
БАТЕ
- Білоруська футбольна вища ліга
  -  Чемпіон (5): 2014, 2015, 2016, 2017, 2018

- Кубок Білорусі
  -  Володар (1): 2014-15, 2020-21

- Суперкубок Білорусі
  -  Володар (3): 2014, 2015, 2016

- У списку 22 найкращих футболістів чемпіонату Білорусі (3): 2013, 2014, 2015

Ференцварош
- Чемпіонат Угорщини
  -  Чемпіон (2): 2018-19, 2019-20

Особисті
- Найкращий бомбардир Прем'єр-ліги Казахстану (1): 2024 — 10 м'ячів.